# British Grand Prix 2010
British Grand Prix 2010 byl lehkoatletický mítink, který se konal 10. července 2010 v anglickém městě Gateshead. Byl součástí série mítinků Diamantové ligy 2010.

## Výsledky
- Archiv výsledků zde [1]

### Muži
| Disciplína      | 1. místo                     | 2. místo                | 3. místo                  |
| 200 m           | Walter Dix 20,26             | Wallace Spearmon 20,29  | Jaysuma Saidy Ndure 20,31 |
| 1500 m          | Asbel Kipruto Kiprop 3:33,34 | Augustine Choge 3:33,51 | Leonel Manzano 3:33,51    |
| 5000 m          | Vincent Chepkok 13:00,20     | Eliud Kipchoge 13:00,24 | Imane Merga 13:00,48      |
| 3000 m překážek | Linus Chumba 8:19,72         | Michael Kipyego 8:21,91 | Ben Bruce 8:22,88         |
| Skok do výšky   | Linus Thörnblad 229 cm       | Osku Torro 226 cm       | Jesse Williams 226 cm     |
| Skok daleký     | Fabrice Lapierre 820 cm      | Michel Tornéus 801 cm   | Irving Saladino 796 cm    |
| Trojskok        | Phillips Idowu 17,38 m       | Randy Lewis 17,29 m     | Alexis Copello 17,09 m    |
| Hod diskem      | Piotr Małachowski 69,83 m    | Zoltán Kővágó 67,02 m   | Casey Malone 65,60 m      |

### Ženy
| Disciplína     | 1. místo                    | 2. místo                 | 3. místo                           |
| 100 m          | Carmelita Jeterová 10,95    | Kelly-Ann Baptiste 11,00 | Sherone Simpsonová 11,02           |
| 400 m          | Shericka Williamsová 50,44  | Debbie Dunnová 50,66     | Novlene Williamsová-Millsová 50,90 |
| 800 m          | Alysia Johnson 1:59,84      | Halima Hachlaf 2:00,49   | Julija Krewsun 2:00,67             |
| 400 m překážek | Kaliese Spencerová 54,10    | Zuzana Hejnová 54,83     | Angela Moroşanu 54,87              |
| Skok o tyči    | Světlana Feofanovová 471 cm | Fabiana Murerová 461 cm  | Silke Spiegelburgová 461 cm        |
| Vrh koulí      | Nadzeja Astapčuková 20,57 m | Valerie Viliová 20,06 m  | Nadine Kleinertová 19,01 m         |
| Hod oštěpem    | Sunette Viljoenová 64,32 m  | Kara Patterson 63,11 m   | Barbora Špotáková 62,02 m          |